# VWA und Berufsakademie Lüneburg
Die VWA und Berufsakademie Lüneburg hat ihren Sitz in Lüneburg, Wichernstraße 34.
Die Verwaltungs- und Wirtschaftsakademie Lüneburg wurde 1948 gegründet. Der erste Berufsakademie-Studiengang kam 1990 hinzu. Der vollständige Name der Akademie lautet seitdem Verwaltungs- und Wirtschaftsakademie (VWA) Berufsakademie (BA) Lüneburg e.V.

Träger der VWA/BA Lüneburg sind die Industrie- und Handelskammer Lüneburg-Wolfsburg, die Handwerkskammer Braunschweig-Lüneburg-Stade, die Hansestadt und der Landkreis Lüneburg sowie das Niedersächsische Oberverwaltungsgericht.

Die Akademie hat rund 1000 Studierende (2020).

## Studiengänge
An der BA Lüneburg werden drei duale Bachelor-Studiengänge angeboten: Betriebswirtschaftslehre, Medien- und IT-Management und Soziale Arbeit.
Alle Studiengänge sind durch die ZEvA akkreditierten und enden mit dem staatlich anerkannten Bachelorabschluss Bachelor of Arts (B.A.). Die Studiengänge umfassen sechs Semester und richten sich an Menschen mit Hochschulzugangsberechtigung (in der Regel Abitur oder Fachhochschulreife), die einen Studien- und Ausbildungsvertrag mit einem Partnerbetrieb abgeschlossen haben.
Die VWA Lüneburg bietet den Studiengang Betriebswirt (VWA) an. Es umfasst sechs Semester und stellt eine berufsbegleitende, durch Prüfung abgeschlossene Fort- und Weiterbildung dar. Voraussetzung ist eine abgeschlossene Berufsausbildung mit anschließender praktischer Berufserfahrung.